# Igreja Matriz de Jauja
A Igreja da Santa Fé ou Igreja Matriz de Jauja é o principal templo católico da cidade peruana de Jauja. Foi construída em 1566, após da fundação do povo de Santa Fé de Hatun Xauxa em 1565 pelo capitão Juan da Reinaga Salazar merecendo ulteriores modificações e restaurações.

## Antecedentes
Ao fundar-se Jauja o 25 de abril de 1534 por Francisco Pizarro, também ordenou-se a construção da uma Igreja no sitio que actualmente fica no actual Distrito de Sausa Tambo.
A construção da igreja e outros edifícios avançou com rapidez; o cronista Pedro Sanchez da Fouce, 1534, disse que Pizarro "mandou que fizessem a (igreja) os caciques da comarca e foi edificada com suas arquibancadas e portas de pedra". Ademais o historiador Raúl Porras Barrenechea sustenta "e na mesma igreja em cujo traçado ajudou Francisco Pizarro, foi baptizada solenemente sua filha Francisca - tida numa nobre indígena-, ocación na que celebraram, na praça de Jauja, solenes jogos de cana.
No ano de 1565 a cidade foi transladada a poucos quilómetros originando a construção da igreja em sua presente localização.

## Refacciones

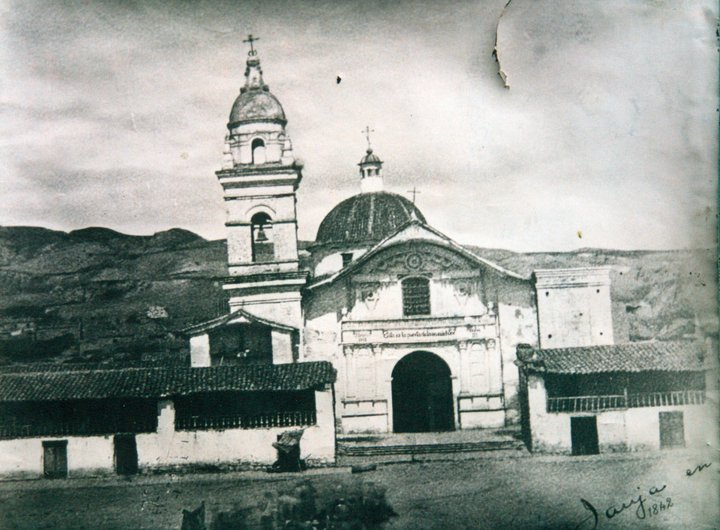
Igreja Matriz de Jauja - 1842 - A Igreja com uma torre sozinha, que deveu se ter desplomado após 1824, segundo Edgardo Rivera Martínez.

Encontraram-se dados de refacções sendo o mais antiga do ano 1696 quando existe uma inscrição na porta que diz: "Hizose sendo cura o Reverendo Pai Leitor Fray Manuel Roda i Governador Lorenzo Surisac. Setiembre 1696". Lorenzo Sirsac foi cacique e governador de Hatun Xauxa nesse momento.
Assim mesmo o retablo da Virgen do Rosario começou a refaccionarse em 1722, o altar Maior em 1729 bem como o coro e a pilha bautismal no ano de 1781. O bautisterio tem uma formosa pilha de mármol e na porta da entrada lê-se a inscrição «refaccionada pelos reverendos pais canónicos regulares da Imaculada Concepção».
No ano 1933 colocou-se na parte alta da hornacina da Virgen do Rosario uns mosaicos de cores fabricados em Itália com a inscrição em latín "Hoc Musivum Opos Fronti Novae Appusuert Canon Regrs Iimla Conceps Ecel Ai Rects"".
A igreja tem sofrido muitas vezes o derrube de suas torres, numa dessas ocasiões pelo terramoto do 1 de novembro de 1947 afectando pouco à torre do lado esquerdo (lado oeste), e de maior gravidade à torre do lado direito (ou seja, leste) provocando a demolição desta quando estava de párroco o pai Francisco Carlé.